# Condado de Clay (Minnesota)
El condado de Clay (en inglés: Clay County) es un condado en el estado estadounidense de Minnesota. En el censo de 2000 el condado tenía una población de 51.229 habitantes. Forma parte del área metropolitana de  Fargo–Moorhead. La sede de condado es Moorhead. El condado fue fundado el 8 de marzo de 1862 y fue nombrado en honor a Henry Clay, un senador de Kentucky y el 9° Secretario de Estado de los Estados Unidos.

## Geografía
Según la Oficina del Censo, el condado tiene un área total de 2.727 km² (1.053 sq mi), de la cual 2.707 km² (1.045 sq mi) es tierra y 20 km² (8 sq mi) (0,71%) es agua.

### Condados adyacentes
- Condado de Norman (norte)
- Condado de Becker (este)
- Condado de Otter Tail (sureste)
- Condado de Wilkin (sur)
- Condado de Cass, Dakota del Norte (oeste)

## Autopistas importantes
- Interestatal 94
- U.S. Route 10
- U.S. Route 52
- U.S. Route 75
- Ruta Estatal de Minnesota 9
- Ruta Estatal de Minnesota 32
- Ruta Estatal de Minnesota 34
- Ruta Estatal de Minnesota 336

## Demografía
En el  censo de 2000, hubo 51.229 personas, 18.670 hogares y 12.340 familias residiendo en el condado. La densidad poblacional era de 49 personas por milla cuadrada (19/km²). En el 2000 había 19.746 unidades habitacionales en una densidad de 19 por milla cuadrada (7/km²). La demografía del condado era de 93,99% blancos, 0,52% afroamericanos, 1,44% amerindios, 0,88% asiáticos, 0,03% isleños del Pacífico, 1,67% de otras razas y 1,47% de dos o más razas. 3,65% de la población era de origen hispano o latino de cualquier raza. 
La renta promedio para un hogar del condado era de $37.889 y el ingreso promedio para una familia era de $49.192. En 2000 los hombres tenían un ingreso medio de $34.176 versus $23.149 para las mujeres. La renta per cápita para el condado era de $17.557 y el 13,20% de la población estaba bajo el umbral de pobreza nacional.

## Ciudades y pueblos
| - Baker - Barnesville - Comstock | - Dilworth - Downer - Felton | - Georgetown - Glyndon - Hawley | - Hitterdal - Moorhead - Oakport | - Rollag - Sabin - Ulen |

### Municipios
| - Municipio de Alliance - Municipio de Barnesville - Municipio de Cromwell - Municipio de Eglon - Municipio de Elkton - Municipio de Elmwood - Municipio de Felton - Municipio de Flowing - Municipio de Georgetown - Municipio de Glyndon - Municipio de Goose Prairie - Municipio de Hagen - Municipio de Hawley - Municipio de Highland Grove - Municipio de Holy Cross | - Municipio de Humboldt - Municipio de Keene - Municipio de Kragnes - Municipio de Kurtz - Municipio de Moland - Municipio de Moorhead - Municipio de Morken - Municipio de Oakport - Municipio de Parke - Municipio de Riverton - Municipio de Skree - Municipio de Spring Prairie - Municipio de Tansem - Municipio de Ulen - Municipio de Viding |